# 혈앵무 시클리드

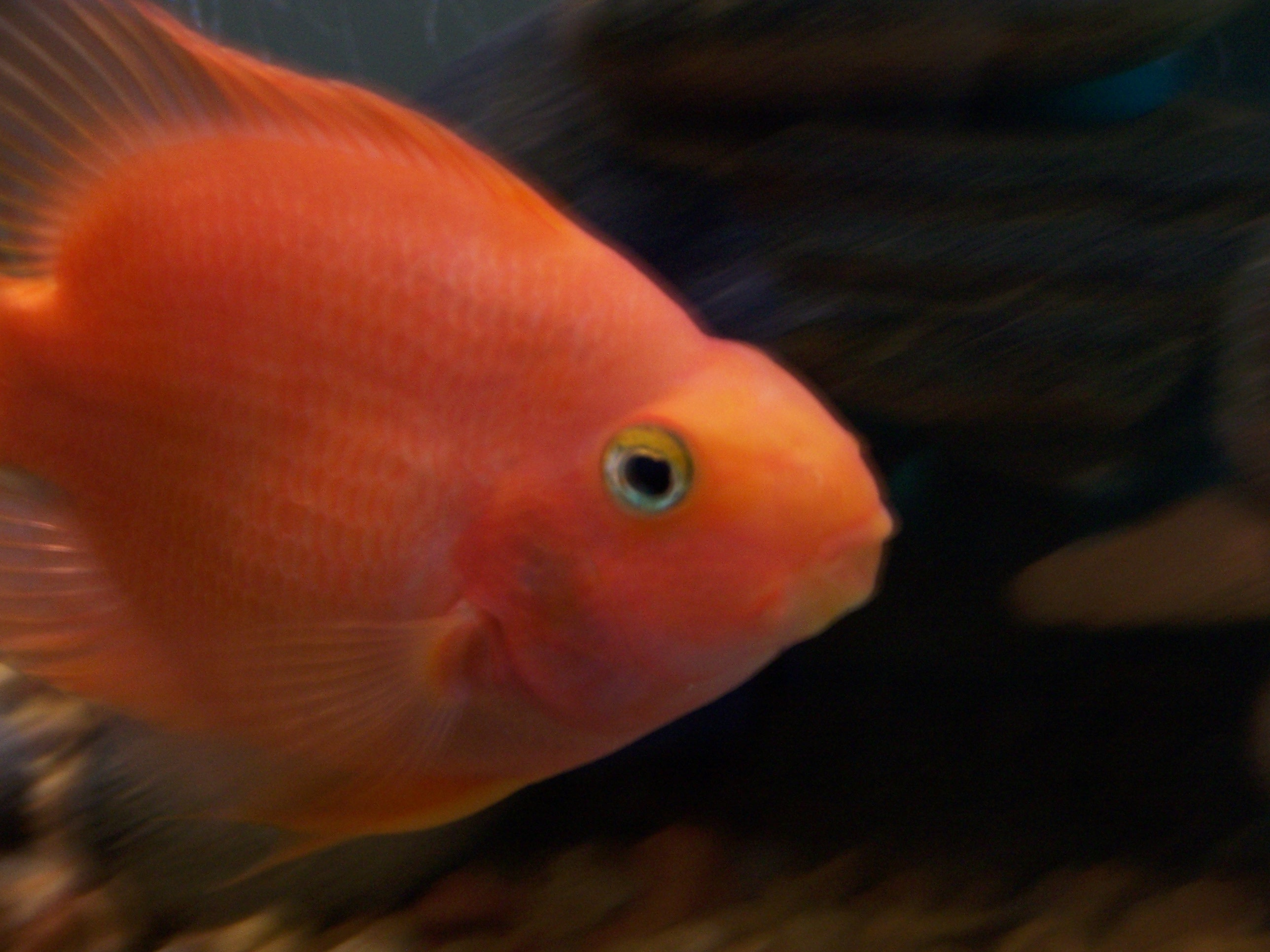

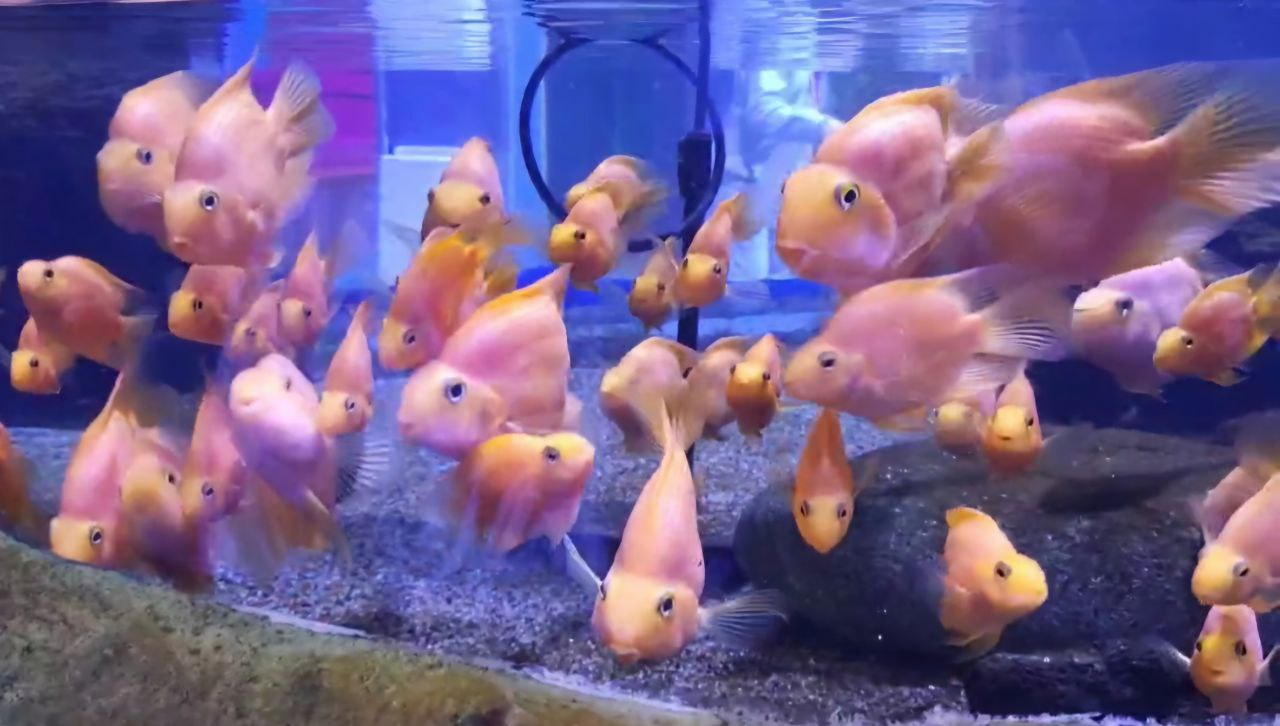

혈앵무 시클리드(blood parrot cichlid, 과거 이름: parrot cichlid)는 미다스(midas)와 레드헤드 시클리드(redhead cichlid) 간의 잡종이지만, 진정한 부모종은 보육자들에 의해 확인되지 않았다. 이 물고기는 1986년 즈음 타이완에서 처음 만들어졌다. 혈앵무는 다른 앵무 시클리드나 염수 비늘돔과 물고기와는 구별한다.

## 번식
수컷 앵무는 일반적으로 불임이지만 번식이 성공되었다.